# ホゥプ潟湖
ホゥプ (Hóp) はアイスランド島北部、フーナフィヨルズル (Húnafjörður) のブリョンドゥオゥス村の近くにある湖である。

## 概要
実態として、湖というよりはラグーンに近く、そのためにホゥプ潟湖と呼ばれる。水面の高さは潮の満ち引きによって変化し、湖面の面積も 29 km² から 44 km² まで変化する。水深も変化するが、最大で 9 m である。潟湖とフーナフロゥイ湾の間には狭い陸地があり、現在そこには19世紀後半に建てられたシンクエイラル教会 (Þingeyrar) があるが、古くは1133年に僧院が建てられた。

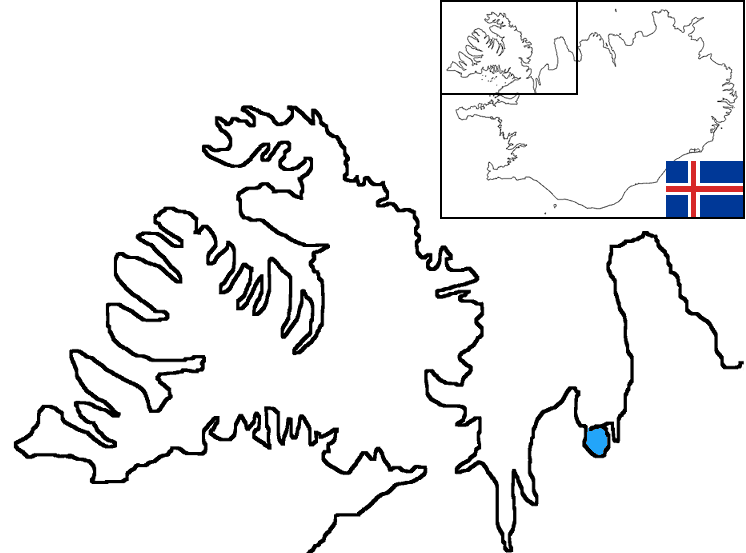
ホゥプの島内での位置